# Europamästerskapet i handboll för herrar 2008
Europamästerskapet i handboll för herrar 2008 spelades under perioden 17 till 27 januari 2008 i Norge. Spelplatserna var Drammen, Stavanger, Bergen, Trondheim och Lillehammer. Detta var första gången Norge arrangerade ett Europamästerskap i handboll, på såväl herr- som damsidan. För första gången sedan 2005 deltog Sverige i ett stort mästerskap i handboll. Efter att bara ha förlorat en match under hela turneringen stod Danmark som slutsegrare. 

## Arenor
| Ort         | Arena                 | Kapacitet |
| ----------- | --------------------- | --------- |
| Drammen     | Drammenshallen        | 4 000     |
| Stavanger   | Stavanger Idrettshall | 7 000     |
| Bergen      | Haukelandshallen      | 4 000     |
| Trondheim   | Trondheim Spektrum    | 4 000     |
| Lillehammer | Håkons Hall           | 10 500    |

## Kvalspel

### Direktkvalificerade
- Frankrike
- Danmark
- Kroatien
- Norge
- Spanien
- Tyskland

### Kvalificerade via playoff
- Ryssland
- Polen
- Ungern
- Slovenien
- Slovakien
- Tjeckien
- Sverige
- Vitryssland
- Montenegro
- Island

## Spelform
- De 16 kvalificerade länderna delades inledningsvis in i fyra grupper, Steg 1.
- De tre bästa lagen från varje grupp gick vidare till Steg 2 för att spela om placeringarna 1-12.
- I Steg 2 bildade lagen från Grupp A och B Grupp 1 medan lagen från Grupp C och D bildade Grupp 2, resultaten mellan de kvalificerade lagen som redan drabbat samman i Steg 1 följde med till Steg 2.
- De två bästa lagen i varje grupp, 1 och 2, gick vidare till semifinal, de som kom på tredje plats fick spela match om 5:e plats.
- De båda fyrorna eller femmorna skulle ha spelat match om 7:e eller 9:e plats om det hade haft betydelse för kvalifikationen till kommande OS-Kval. De två bäst placerade lagen av Montenegro, Slovenien, Norge, Ungern, Island och Sverige skulle nå OS-kvalet. Då Sverige och Norge efter Gruppspel Steg 2 redan var de bäst placerade länderna ströks denna placeringsmatch från schemat.

## Grundomgång

### Grupp A
| Lag       | S | V | O | F | GM | IM | MS  | P |
| --------- | - | - | - | - | -- | -- | --- | - |
| Kroatien  | 3 | 3 | 0 | 0 | 91 | 77 | +14 | 6 |
| Polen     | 3 | 2 | 0 | 1 | 93 | 89 | +4  | 4 |
| Slovenien | 3 | 1 | 0 | 2 | 85 | 94 | −9  | 2 |
| Tjeckien  | 3 | 0 | 0 | 3 | 88 | 97 | −9  | 0 |

|       | 17 january 2008 | Slovenien                                                                         | 34 – 32         | Tjeckien                                                                  | Stavanger Idrettshall, Stavanger           |                                            |
| 18:15 | 18:15           | Kavticnik 12, Pajovic 7, Zvizej 5, Natek 4, Zorman 3, Pungartnik, Mlakar, Praznik | (16–14) Rapport | Filip 10, Mraz 8, Nocar 3, Hruby 3, Bruna 2, Vitek 2, Heinz 2, Reznicek 2 | Publik: 1 000 Domare: Lemme, Ullrich (GER) | Publik: 1 000 Domare: Lemme, Ullrich (GER) |
| 18:15 | 18:15           |                                                                                   |                 |                                                                           | Publik: 1 000 Domare: Lemme, Ullrich (GER) | Publik: 1 000 Domare: Lemme, Ullrich (GER) |
| 18:15 | 18:15           |                                                                                   |                 |                                                                           | Publik: 1 000 Domare: Lemme, Ullrich (GER) | Publik: 1 000 Domare: Lemme, Ullrich (GER) |

|       | 17 january 2008 | Kroatien                                                                                      | 32 – 27         | Polen                                                         | Stavanger Idrettshall, Stavanger                      |                                                       |
| 20:15 | 20:15           | Balic 7, Horvat 7, Valcic 5, Sulic 3, Duvnjak 3, Vori 2, Metlicic 2, Cupic, Vukovic, Lackovic | (14–14) Rapport | Jurasik 11, Bielecki 6, Tkaczyk 4, K.Lijewski 3, Jachlewski 3 | Publik: 1 000 Domare: Breto Leon, Huelin Trillo (ESP) | Publik: 1 000 Domare: Breto Leon, Huelin Trillo (ESP) |
| 20:15 | 20:15           |                                                                                               |                 |                                                               | Publik: 1 000 Domare: Breto Leon, Huelin Trillo (ESP) | Publik: 1 000 Domare: Breto Leon, Huelin Trillo (ESP) |
| 20:15 | 20:15           |                                                                                               |                 |                                                               | Publik: 1 000 Domare: Breto Leon, Huelin Trillo (ESP) | Publik: 1 000 Domare: Breto Leon, Huelin Trillo (ESP) |

|       | 18 january 2008 | Tjeckien                                                           | 26 – 30         | Kroatien                                                                        | Stavanger Idrettshall, Stavanger             |                                              |
| 18:15 | 18:15           | Vitek 7, Mraz 4, Filip 4, Nocar 3, Hruby 3, Horak 3, Bruna, Setlik | (13–13) Rapport | Balic 6, Duvnjak 5, Lackovic 5, Kaleb 4, Horvat 4, Cupic 2, Metlicic 2, Sulic 2 | Publik: 1 200 Domare: Vakula, Liudovyk (UKR) | Publik: 1 200 Domare: Vakula, Liudovyk (UKR) |
| 18:15 | 18:15           |                                                                    |                 |                                                                                 | Publik: 1 200 Domare: Vakula, Liudovyk (UKR) | Publik: 1 200 Domare: Vakula, Liudovyk (UKR) |
| 18:15 | 18:15           |                                                                    |                 |                                                                                 | Publik: 1 200 Domare: Vakula, Liudovyk (UKR) | Publik: 1 200 Domare: Vakula, Liudovyk (UKR) |

|       | 18 january 2008 | Polen | 33 – 27         | Slovenien | Stavanger Idrettshall, Stavanger                      |                                                       |
| 20:15 | 20:15           | Bielecki 9, Tkaczyk 6, Tluczynski 5, B.Jurecki 4, Jurasik 3, Jaszka 2, M.Lijewski 2, M.Jurecki, K.Lijewski | (23–14) Rapport | Pajovic 7, Zvizej 3, Pungartnik 3, Dobelsek 3, Kozlina 2, Kavticnik 2, Mlakar 2, Natek 2, Zorman, Spiler, Kozomara | Publik: 2 700 Domare: Breto Leon, Huelin Trillo (ESP) | Publik: 2 700 Domare: Breto Leon, Huelin Trillo (ESP) |
| 20:15 | 20:15           | |                 | | Publik: 2 700 Domare: Breto Leon, Huelin Trillo (ESP) | Publik: 2 700 Domare: Breto Leon, Huelin Trillo (ESP) |
| 20:15 | 20:15           | |                 | | Publik: 2 700 Domare: Breto Leon, Huelin Trillo (ESP) | Publik: 2 700 Domare: Breto Leon, Huelin Trillo (ESP) |

|       | 20 january 2008 | Polen | 33 – 30         | Tjeckien                                                                             | Stavanger Idrettshall, Stavanger                  |                                                   |
| 15:15 | 15:15           | Bielecki 9, M.Lijewski 5, Tkaczyk 5, B.Jurecki 4, Tluczynski 3, Kuchczynski 3, K.Lijewski 2, M.Jurecki, Jachlewski | (13–14) Rapport | Nocar 7, Filip 6, Bruna 4, Hruby 3, Vitek 3, Horak 2, Mraz 2, Kubes, Sobol, Reznicek | Publik: 2 000 Domare: Cirligeanu, Bejenariu (ROU) | Publik: 2 000 Domare: Cirligeanu, Bejenariu (ROU) |
| 15:15 | 15:15           | |                 |                                                                                      | Publik: 2 000 Domare: Cirligeanu, Bejenariu (ROU) | Publik: 2 000 Domare: Cirligeanu, Bejenariu (ROU) |
| 15:15 | 15:15           | |                 |                                                                                      | Publik: 2 000 Domare: Cirligeanu, Bejenariu (ROU) | Publik: 2 000 Domare: Cirligeanu, Bejenariu (ROU) |

|       | 20 january 2008 | Kroatien                                                                                     | 29 – 24         | Slovenien                                                                                            | Stavanger Idrettshall, Stavanger      |                                       |
| 17:15 | 17:15           | Balic 7, Kaleb 4, Vori 4, Melicic 4, Horvat 3, Sulic 2, Duvnjak 2, Valcic, Vukovic, Lackovic | (16–15) Rapport | Pajovic 7, Kozomara 3, Kavticnik 3, Zorman 3, Zvizej 2, Mlakar 2, Gajic, Backovic, Pungartnik, Natek | Publik: 2 000 Domare: Bord, Buy (FRA) | Publik: 2 000 Domare: Bord, Buy (FRA) |
| 17:15 | 17:15           |                                                                                              |                 | | Publik: 2 000 Domare: Bord, Buy (FRA) | Publik: 2 000 Domare: Bord, Buy (FRA) |
| 17:15 | 17:15           |                                                                                              |                 | | Publik: 2 000 Domare: Bord, Buy (FRA) | Publik: 2 000 Domare: Bord, Buy (FRA) |

### Grupp B
| Lag        | S | V | O | F | GM | IM | MS  | P |
| ---------- | - | - | - | - | -- | -- | --- | - |
| Norge      | 3 | 3 | 0 | 0 | 86 | 69 | +17 | 6 |
| Danmark    | 3 | 2 | 0 | 1 | 89 | 79 | +10 | 4 |
| Montenegro | 3 | 0 | 1 | 2 | 71 | 84 | −13 | 1 |
| Ryssland   | 3 | 0 | 1 | 2 | 74 | 88 | −14 | 1 |

|       | 17 january 2008 | Danmark                                                                                               | 26 – 27         | Norge                                                              | Drammenshallen, Drammen                      |                                              |
| 19:15 | 19:15           | Boesen 9, Knudsen 5, Jensen 3, Jeppesen 3, Lindberg 2, Nielsen, Boldsen, Söndergaard Sarup, Jörgensen | (10–14) Rapport | Tvedten 8, Hagen 6, Loke 4, Lauritzen 3, Solberg 3, Lund 2, Myrhol | Publik: 4 700 Domare: Vakula, Liudovyk (UKR) | Publik: 4 700 Domare: Vakula, Liudovyk (UKR) |
| 19:15 | 19:15           | |                 |                                                                    | Publik: 4 700 Domare: Vakula, Liudovyk (UKR) | Publik: 4 700 Domare: Vakula, Liudovyk (UKR) |
| 19:15 | 19:15           | |                 |                                                                    | Publik: 4 700 Domare: Vakula, Liudovyk (UKR) | Publik: 4 700 Domare: Vakula, Liudovyk (UKR) |

|       | 18 january 2008 | Norge                                                                                   | 32 – 21         | Ryssland                                                                                                   | Drammenshallen, Drammen               |                                       |
| 18:15 | 18:15           | Hagen 9, Tvedten 6, Skoglund 5, Loke 3, Myrhol 3, Kjelling 2, Skjärvold 2, Strand, Lund | (15–10) Rapport | Starikh 5, Krivoshlykov 3, Koksharov 2, Myagkov 2, Evdokimov 2, Dibirov 2, Igropulo 2, Chipurin 2, Kamanin | Publik: 4 650 Domare: Bord, Buy (FRA) | Publik: 4 650 Domare: Bord, Buy (FRA) |
| 18:15 | 18:15           |                                                                                         |                 | | Publik: 4 650 Domare: Bord, Buy (FRA) | Publik: 4 650 Domare: Bord, Buy (FRA) |
| 18:15 | 18:15           |                                                                                         |                 | | Publik: 4 650 Domare: Bord, Buy (FRA) | Publik: 4 650 Domare: Bord, Buy (FRA) |

|       | 18 january 2008 | Danmark                                                                                              | 31 – 28         | Ryssland | Drammenshallen, Drammen                    |                                            |
| 17:15 | 17:15           | Christiansen 13, Jeppesen 5, Knudsen 4, Lindberg 3, Söndergaard Sarup 3, Jörgensen, Nielsen, Boldsen | (18–11) Rapport | Koksharov 6, Krivoshlykov 5, Chipurin 5, Igropulo 4, Rastvortsev 2, Myagkov 2, Filippov 2, Starikh, Evdokimov | Publik: 4 500 Domare: Lemme, Ullrich (GER) | Publik: 4 500 Domare: Lemme, Ullrich (GER) |
| 17:15 | 17:15           | |                 | | Publik: 4 500 Domare: Lemme, Ullrich (GER) | Publik: 4 500 Domare: Lemme, Ullrich (GER) |
| 17:15 | 17:15           | |                 | | Publik: 4 500 Domare: Lemme, Ullrich (GER) | Publik: 4 500 Domare: Lemme, Ullrich (GER) |

### Grupp C
| Lag         | S | V | O | F | GM | IM  | MS  | P |
| ----------- | - | - | - | - | -- | --- | --- | - |
| Ungern      | 3 | 2 | 0 | 1 | 90 | 82  | +8  | 4 |
| Spanien     | 3 | 2 | 0 | 1 | 94 | 88  | +6  | 4 |
| Tyskland    | 3 | 2 | 0 | 1 | 84 | 80  | +4  | 4 |
| Vitryssland | 3 | 0 | 0 | 3 | 83 | 101 | −18 | 0 |

|       | 17 january 2008 | Tyskland                                                                                         | 34 – 26         | Vitryssland                                                               | Haukelandshallen, Bergen                            |                                                     |
| 17:15 | 17:15           | Baur 7, Glandorf 5, Klein 4, Klimovets 4, Kehrmann 4, Hens 3, Kraus 2, Jansen 2, Velyky 2, Zeitz | (16–13) Rapport | Pukhouski 10, Brouka 4, Harbok 4, Usik 4, Klimavets 2, Babichev, Vasilyeu | Publik: 2 110 Domare: Abrahamsen, Kristiansen (NOR) | Publik: 2 110 Domare: Abrahamsen, Kristiansen (NOR) |
| 17:15 | 17:15           |                                                                                                  |                 |                                                                           | Publik: 2 110 Domare: Abrahamsen, Kristiansen (NOR) | Publik: 2 110 Domare: Abrahamsen, Kristiansen (NOR) |
| 17:15 | 17:15           |                                                                                                  |                 |                                                                           | Publik: 2 110 Domare: Abrahamsen, Kristiansen (NOR) | Publik: 2 110 Domare: Abrahamsen, Kristiansen (NOR) |

|       | 17 january 2008 | Spanien                                                                               | 28 – 35         | Ungern                                                                                                  | Haukelandshallen, Bergen                    |                                             |
| 19:15 | 19:15           | Garabaya 8, Romero 7, Rocas 4, Ortega 4, J.Garcia 2, Davis, A.Entrerrios, Belaustegui | (12–14) Rapport | L.Nagy 7, Ilyes 7, T.Ivancsik 5, Gal 4, Csaszar 4, Mocsai 2, Laluska 2, G.Ivancsik 2, Zubai, Eklemovics | Publik: 2 130 Domare: Baum, Góralczyk (POL) | Publik: 2 130 Domare: Baum, Góralczyk (POL) |
| 19:15 | 19:15           |                                                                                       |                 | | Publik: 2 130 Domare: Baum, Góralczyk (POL) | Publik: 2 130 Domare: Baum, Góralczyk (POL) |
| 19:15 | 19:15           |                                                                                       |                 | | Publik: 2 130 Domare: Baum, Góralczyk (POL) | Publik: 2 130 Domare: Baum, Góralczyk (POL) |

|       | 19 january 2008 | Ungern                                                                         | 24 – 28         | Tyskland                                                                                | Haukelandshallen, Bergen                          |                                                   |
| 18:10 | 18:10           | Ilyes 4, Mocsai 4, Laluska 4, L.Nagy 3, Gal 3, Csaszar 3, Gulyas 2, Eklemovics | (12–13) Rapport | Baur 5, Jansen 5, Hens 4, Preiss 3, Glandorf 3, Kehrmann 3, Kraus 2, Klimovets 2, Zeitz | Publik: 2 340 Domare: Višekruna, Stanojević (SRB) | Publik: 2 340 Domare: Višekruna, Stanojević (SRB) |
| 18:10 | 18:10           |                                                                                |                 |                                                                                         | Publik: 2 340 Domare: Višekruna, Stanojević (SRB) | Publik: 2 340 Domare: Višekruna, Stanojević (SRB) |
| 18:10 | 18:10           |                                                                                |                 |                                                                                         | Publik: 2 340 Domare: Višekruna, Stanojević (SRB) | Publik: 2 340 Domare: Višekruna, Stanojević (SRB) |

|       | 19 january 2008 | Vitryssland                                                                                    | 31 – 36         | Spanien | Haukelandshallen, Bergen                     |                                              |
| 20:15 | 20:15           | Pukhouski 8, Brouka 7, Gromyko 4, Kurchev 4, Vasilyeu 2, Babichev 2, Harbok 2, Usik, Ubozhanka | (15–18) Rapport | Rocas 11, A.Entrerrios 9, Ortega 3, Rodriguez 3, Aguinagalde 3, Ruesga 3, R.Entrerrios 2, Garabaya, J.Garcia | Publik: 2 340 Domare: Olesen, Pedersen (DEN) | Publik: 2 340 Domare: Olesen, Pedersen (DEN) |
| 20:15 | 20:15           |                                                                                                |                 | | Publik: 2 340 Domare: Olesen, Pedersen (DEN) | Publik: 2 340 Domare: Olesen, Pedersen (DEN) |
| 20:15 | 20:15           |                                                                                                |                 | | Publik: 2 340 Domare: Olesen, Pedersen (DEN) | Publik: 2 340 Domare: Olesen, Pedersen (DEN) |

|       | 20 january 2008 | Spanien | 30 – 22         | Tyskland                                                                           | Haukelandshallen, Bergen                        |                                                 |
| 16:30 | 16:30           | J.Garcia 8, A.Entrerrios 3, Rocas 3, Garabaya 3, Belaustegui 3, Aguinagalde 3, Ortega 2, Davis 2, R.Entrerrios 2, Romero | (12–12) Rapport | Glandorf 4, Klimovets 4, Kehrmann 4, Baur 3, Zeitz 2, Klein 2, Hens, Preiss, Kraus | Publik: 3 238 Domare: Poladenko, Chernega (RUS) | Publik: 3 238 Domare: Poladenko, Chernega (RUS) |
| 16:30 | 16:30           | |                 |                                                                                    | Publik: 3 238 Domare: Poladenko, Chernega (RUS) | Publik: 3 238 Domare: Poladenko, Chernega (RUS) |
| 16:30 | 16:30           | |                 |                                                                                    | Publik: 3 238 Domare: Poladenko, Chernega (RUS) | Publik: 3 238 Domare: Poladenko, Chernega (RUS) |

|       | 20 january 2008 | Ungern                                                                                       | 31 – 26         | Vitryssland                                                                | Haukelandshallen, Bergen                        |                                                 |
| 18:30 | 18:30           | G.Ivancsik 9, L.Nagy 9, Eklemovics 4, T.Ivancsik 3, Csaszar 2, Ilyes, Gal, Grebenar, Laluska | (18–16) Rapport | Kurchev 7, Brouka 6, Pukhouski 5, Harbok 3, Gromyko 3, Babichev, Astrouski | Publik: 3 238 Domare: Reisinger, Kaschütz (AUT) | Publik: 3 238 Domare: Reisinger, Kaschütz (AUT) |
| 18:30 | 18:30           |                                                                                              |                 |                                                                            | Publik: 3 238 Domare: Reisinger, Kaschütz (AUT) | Publik: 3 238 Domare: Reisinger, Kaschütz (AUT) |
| 18:30 | 18:30           |                                                                                              |                 |                                                                            | Publik: 3 238 Domare: Reisinger, Kaschütz (AUT) | Publik: 3 238 Domare: Reisinger, Kaschütz (AUT) |

### Grupp D
| Lag       | S | V | O | F | GM | IM  | MS  | P |
| --------- | - | - | - | - | -- | --- | --- | - |
| Frankrike | 3 | 3 | 0 | 0 | 90 | 76  | +14 | 6 |
| Sverige   | 3 | 2 | 0 | 1 | 89 | 72  | +17 | 4 |
| Island    | 3 | 1 | 0 | 2 | 68 | 76  | −8  | 2 |
| Slovakien | 3 | 0 | 0 | 3 | 78 | 101 | −23 | 0 |

|       | 17 januari 2008 | Frankrike                                                                              | 32 – 31         | Slovakien                                                          | Trondheim Spektrum, Trondheim                     |                                                   |
| 18:15 | 18:15           | Girault 6, B.Gille 5, Narcisse 5, Fernandez 5, Karabatic 4, Abalo 3, Dinart 2, Paty 2, | (20–18) Rapport | Sulic 10, Pekar 7, Antl 5, Dudas 3, Funak 3, Mikeci, Petro, Kozlov | Publik: 2 600 Domare: Višekruna, Stanojević (SRB) | Publik: 2 600 Domare: Višekruna, Stanojević (SRB) |
| 18:15 | 18:15           |                                                                                        |                 |                                                                    | Publik: 2 600 Domare: Višekruna, Stanojević (SRB) | Publik: 2 600 Domare: Višekruna, Stanojević (SRB) |
| 18:15 | 18:15           |                                                                                        |                 |                                                                    | Publik: 2 600 Domare: Višekruna, Stanojević (SRB) | Publik: 2 600 Domare: Višekruna, Stanojević (SRB) |

|       | 17 januari 2008 | Island | 19 – 24        | Sverige                                                                               | Trondheim Spektrum, Trondheim                |                                              |
| 20:15 | 20:15           | Sigurdsson 4, Stefansson 4, Geirsson 3, Gunnarsson 2, Gudjonsson 2, Hallgrimsson 2, Petersson, Holmgeirsson | (9–11) Rapport | Andersson 7, Doder 4, Larholm 3, Boquist 3, Källman 3, Ahlm 2, Petersson, Lennartsson | Publik: 3 000 Domare: Olesen, Pedersen (DEN) | Publik: 3 000 Domare: Olesen, Pedersen (DEN) |
| 20:15 | 20:15           | |                |                                                                                       | Publik: 3 000 Domare: Olesen, Pedersen (DEN) | Publik: 3 000 Domare: Olesen, Pedersen (DEN) |
| 20:15 | 20:15           | |                |                                                                                       | Publik: 3 000 Domare: Olesen, Pedersen (DEN) | Publik: 3 000 Domare: Olesen, Pedersen (DEN) |

|       | 19 januari 2008 | Slovakien                                                                    | 22 – 28        | Island | Trondheim Spektrum, Trondheim                   |                                                 |
| 18:15 | 18:15           | Kozlov 7, Sulc 5, Funak 2, Baran 2, Stranovsky 2, Antl, Dudas, Szucs, Stochl | (5–16) Rapport | Sigurdsson 7, Petersson 5, Geirsson 4, Gunnarsson 4, Gudjonsson 2, Hallgrimsson 2, Holmgerisson, Svavarsson, Garcia Padron, Jonsson, | Publik: 3 410 Domare: Reisinger, Kaschütz (AUT) | Publik: 3 410 Domare: Reisinger, Kaschütz (AUT) |
| 18:15 | 18:15           |                                                                              |                | | Publik: 3 410 Domare: Reisinger, Kaschütz (AUT) | Publik: 3 410 Domare: Reisinger, Kaschütz (AUT) |
| 18:15 | 18:15           |                                                                              |                | | Publik: 3 410 Domare: Reisinger, Kaschütz (AUT) | Publik: 3 410 Domare: Reisinger, Kaschütz (AUT) |

|       | 19 januari 2008 | Sverige                                                                                          | 24 – 28         | Frankrike                                                                      | Trondheim Spektrum, Trondheim                   |                                                 |
| 20:15 | 20:15           | Boquist 4, Doder 4, Andersson 4, Lundström 3, Petersson 3, Larholm 2, Källman 2, Ahlm, Arrhenius | (13–18) Rapport | Abalo 5, Karabatic 5, Girault 5, Fernandez 4, B.Gille 4, Narcisse 4, Busselier | Publik: 3 640 Domare: Poladenko, Chernega (RUS) | Publik: 3 640 Domare: Poladenko, Chernega (RUS) |
| 20:15 | 20:15           |                                                                                                  |                 |                                                                                | Publik: 3 640 Domare: Poladenko, Chernega (RUS) | Publik: 3 640 Domare: Poladenko, Chernega (RUS) |
| 20:15 | 20:15           |                                                                                                  |                 |                                                                                | Publik: 3 640 Domare: Poladenko, Chernega (RUS) | Publik: 3 640 Domare: Poladenko, Chernega (RUS) |

|       | 20 januari 2008 | Slovakien                                                                                         | 25 – 41         | Sverige | Trondheim Spektrum, Trondheim                        |                                                      |
| 16:15 | 16:15           | Dudas 4, Mikeci 4, Sulc 3, Faith 3, Pekar 3, Baran 2, Petro 2, Antl, Stranovsky, Kozlov, Vadkerti | (12–20) Rapport | Andersson 8, Ahlm 6, Carlén 5, Doder 4, Boquist 3, Lundström 3, Arrhenius 3, Larholm 3, Källman 2, Lennartsson 2, Jernemyr, Petersson | Publik: 1 870 Domare: Abrahamsen , Kristiansen (NOR) | Publik: 1 870 Domare: Abrahamsen , Kristiansen (NOR) |
| 16:15 | 16:15           |                                                                                                   |                 | | Publik: 1 870 Domare: Abrahamsen , Kristiansen (NOR) | Publik: 1 870 Domare: Abrahamsen , Kristiansen (NOR) |
| 16:15 | 16:15           |                                                                                                   |                 | | Publik: 1 870 Domare: Abrahamsen , Kristiansen (NOR) | Publik: 1 870 Domare: Abrahamsen , Kristiansen (NOR) |

|       | 20 januari 2008 | Frankrike | 30 – 21        | Island                                                                                                  | Trondheim Spektrum, Trondheim               |                                             |
| 18:15 | 18:15           | Karabatic 10, Narcisse 4, Girault 4, Fernandez 3, B.Gille 2, Abalo 2, Dinart, G.Gille, Kempe, Paty, Guilbert | (17–8) Rapport | Petersson 5, Sigurdsson 4, Gudjonsson 4, Holmgeirsson 2, Geirsson 2, Gunnarsson 2, Svavarsson, Fritzson | Publik: 2 335 Domare: Baum, Góralczyk (POL) | Publik: 2 335 Domare: Baum, Góralczyk (POL) |
| 18:15 | 18:15           | |                | | Publik: 2 335 Domare: Baum, Góralczyk (POL) | Publik: 2 335 Domare: Baum, Góralczyk (POL) |
| 18:15 | 18:15           | |                | | Publik: 2 335 Domare: Baum, Góralczyk (POL) | Publik: 2 335 Domare: Baum, Góralczyk (POL) |

## Mellanrunda

### Grupp 1
| Lag        | S | V | O | F | GM  | IM  | MS  | P |
| ---------- | - | - | - | - | --- | --- | --- | - |
| Danmark    | 5 | 4 | 0 | 1 | 152 | 120 | +32 | 8 |
| Kroatien   | 5 | 3 | 1 | 1 | 138 | 130 | +8  | 7 |
| Norge      | 5 | 2 | 2 | 1 | 130 | 128 | +2  | 6 |
| Polen      | 5 | 2 | 1 | 2 | 149 | 142 | +7  | 5 |
| Slovenien  | 5 | 2 | 0 | 3 | 138 | 148 | −10 | 4 |
| Montenegro | 5 | 0 | 0 | 5 | 124 | 163 | −39 | 0 |

|       | 22 januari 2008 | Kroatien                                                                   | 20 – 30        | Danmark | Stavanger Idrettshall, Stavanger           |                                            |
| 18:15 | 18:15           | Horvat 5, Metlicic 4, Balic 3, Vori 3, Lackovic 2, Duvnjak, Vukovic, Vukic | (9–15) Rapport | Lindberg 7, Boesen 6, Christiansen 4, Spellerberg 3, Söndergaard Sarup 3, Boldsen 3, Knudsen 2, Jeppesen, Nielsen | Publik: 4 600 Domare: Lemme, Ullrich (GER) | Publik: 4 600 Domare: Lemme, Ullrich (GER) |
| 18:15 | 18:15           |                                                                            |                | | Publik: 4 600 Domare: Lemme, Ullrich (GER) | Publik: 4 600 Domare: Lemme, Ullrich (GER) |
| 18:15 | 18:15           |                                                                            |                | | Publik: 4 600 Domare: Lemme, Ullrich (GER) | Publik: 4 600 Domare: Lemme, Ullrich (GER) |

|       | 22 januari 2008 | Polen                                                                                                   | 24 – 24         | Norge                                                                   | Stavanger Idrettshall, Stavanger      |                                       |
| 20:15 | 20:15           | M.Lijewski 8, Bielecki 7, Tkaczyk 3, M.Jurecki, Tluczynski, Jurasik, B.Jurecki, Jachlewski, Kuchczynski | (12–13) Rapport | Strand 9, Skoglund 4, Loke 4, Hagen 3, Skjärvold 2, Lauritzen, Kjelling | Publik: 7 000 Domare: Bord, Buy (FRA) | Publik: 7 000 Domare: Bord, Buy (FRA) |
| 20:15 | 20:15           | |                 |                                                                         | Publik: 7 000 Domare: Bord, Buy (FRA) | Publik: 7 000 Domare: Bord, Buy (FRA) |
| 20:15 | 20:15           | |                 |                                                                         | Publik: 7 000 Domare: Bord, Buy (FRA) | Publik: 7 000 Domare: Bord, Buy (FRA) |

|       | 23 januari 2008 | Polen | 26 – 36         | Danmark | Stavanger Idrettshall, Stavanger             |                                              |
| 18:15 | 18:15           | Jurasik 7, M.Lijewski 4, Jachlewski 4, Jaszka 3, Kuchczynski 2, Bielecki 2, B.Jurecki, M.Jurecki, Tluczynski, Tkavzyk | (13–17) Rapport | Boesen 8, Christiansen 6, Knudsen 5, Lindberg 4, Noddesbo 3, Jeppesen 3, Nielsen 2, Rasmussen 2, Spellerberg 2, Boldsen | Publik: 4 757 Domare: Vakula, Liudovyk (UKR) | Publik: 4 757 Domare: Vakula, Liudovyk (UKR) |
| 18:15 | 18:15           | |                 | | Publik: 4 757 Domare: Vakula, Liudovyk (UKR) | Publik: 4 757 Domare: Vakula, Liudovyk (UKR) |
| 18:15 | 18:15           | |                 | | Publik: 4 757 Domare: Vakula, Liudovyk (UKR) | Publik: 4 757 Domare: Vakula, Liudovyk (UKR) |

|       | 23 januari 2008 | Slovenien                                                                                  | 33 – 29         | Norge                                                                                        | Stavanger Idrettshall, Stavanger                   |                                                    |
| 20:15 | 20:15           | Natek 9, Spiler 5, Pajovic 5, Kozomara 4, Kavticnik 4, Zvizej 2, Zorman 2, Mlakar, Kozlina | (14–13) Rapport | Kjelling 7, Loke 7, Hagen 5, Skoglund 3, Myrhol 2, Solberg, Strand, Skjärvold, Tvedten, Lund | Publik: 6 869 Domare: Cirligeanu , Bejenariu (ROU) | Publik: 6 869 Domare: Cirligeanu , Bejenariu (ROU) |
| 20:15 | 20:15           |                                                                                            |                 |                                                                                              | Publik: 6 869 Domare: Cirligeanu , Bejenariu (ROU) | Publik: 6 869 Domare: Cirligeanu , Bejenariu (ROU) |
| 20:15 | 20:15           |                                                                                            |                 |                                                                                              | Publik: 6 869 Domare: Cirligeanu , Bejenariu (ROU) | Publik: 6 869 Domare: Cirligeanu , Bejenariu (ROU) |

|       | 24 januari 2008 | Polen | 39 – 23         | Montenegro                                                                       | Stavanger Idrettshall, Stavanger             |                                              |
| 16:15 | 16:15           | Jachlewski 6, Jurasik 5, Bielecki 4, M.Lijewski 4, Tluczynski 4, Jurkiewicz 3, M.Jurecki 3, B.Jurecki 3, Tkaczyk 3, Kuchczynski 3, Jaszka | (19–13) Rapport | Kapisoda 6, Markovic 4, Rudovic 4, Svitlica 3, Milasevic 3, Roganovic 2, Pejovic | Publik: 2 309 Domare: Canbro, Claesson (SWE) | Publik: 2 309 Domare: Canbro, Claesson (SWE) |
| 16:15 | 16:15           | |                 |                                                                                  | Publik: 2 309 Domare: Canbro, Claesson (SWE) | Publik: 2 309 Domare: Canbro, Claesson (SWE) |
| 16:15 | 16:15           | |                 |                                                                                  | Publik: 2 309 Domare: Canbro, Claesson (SWE) | Publik: 2 309 Domare: Canbro, Claesson (SWE) |

|       | 24 januari 2008 | Slovenien                                                                                                | 23 – 28         | Danmark | Stavanger Idrettshall, Stavanger           |                                            |
| 18:15 | 18:15           | Natek 5, Pajovic 4, Dobelsek 3, Mlakar 3, Zorman 2, Zvizej, Gajic, Praznik, Kavticnik, Kozomara, Kozlina | (11–15) Rapport | Christiansen 8, Boesen 6, Söndergaard Sarup 3, Knudsen 3, Ågaard 2, Jeppesen 2, Boldsen 2, Nielsen, Spellerberg | Publik: 6 412 Domare: Lemme, Ullrich (GER) | Publik: 6 412 Domare: Lemme, Ullrich (GER) |
| 18:15 | 18:15           | |                 | | Publik: 6 412 Domare: Lemme, Ullrich (GER) | Publik: 6 412 Domare: Lemme, Ullrich (GER) |
| 18:15 | 18:15           | |                 | | Publik: 6 412 Domare: Lemme, Ullrich (GER) | Publik: 6 412 Domare: Lemme, Ullrich (GER) |

|       | 24 januari 2008 | Kroatien                                                         | 23 – 23         | Norge                                                         | Stavanger Idrettshall, Stavanger                      |                                                       |
| 20:15 | 20:15           | Balic 9, Lackovic 5, Metlicic 3, Kaleb 3, Duvnjak, Valcic, Cupic | (10–11) Rapport | Hagen 5, Strand 5, Skjärvold 5, Solberg 4, Skoglund 3, Myrhol | Publik: 7 000 Domare: Breto Leon, Huelin Trillo (ESP) | Publik: 7 000 Domare: Breto Leon, Huelin Trillo (ESP) |
| 20:15 | 20:15           |                                                                  |                 |                                                               | Publik: 7 000 Domare: Breto Leon, Huelin Trillo (ESP) | Publik: 7 000 Domare: Breto Leon, Huelin Trillo (ESP) |
| 20:15 | 20:15           |                                                                  |                 |                                                               | Publik: 7 000 Domare: Breto Leon, Huelin Trillo (ESP) | Publik: 7 000 Domare: Breto Leon, Huelin Trillo (ESP) |

### Grupp 2
| Lag       | S | V | O | F | GM  | IM  | MS  | P |
| --------- | - | - | - | - | --- | --- | --- | - |
| Frankrike | 5 | 4 | 0 | 1 | 140 | 126 | +14 | 8 |
| Tyskland  | 5 | 3 | 0 | 2 | 139 | 136 | +3  | 6 |
| Sverige   | 5 | 2 | 1 | 2 | 131 | 131 | 0   | 5 |
| Ungern    | 5 | 2 | 1 | 2 | 145 | 147 | −2  | 5 |
| Spanien   | 5 | 2 | 0 | 3 | 144 | 138 | +6  | 4 |
| Island    | 5 | 1 | 0 | 4 | 129 | 150 | −21 | 2 |

|       | 22 januari 2008 | Tyskland                                                                                  | 35 – 27         | Island                                                                                               | Trondheim Spektrum, Trondheim                       |                                                     |
| 16:20 | 16:20           | Glandorf 9, Kehrmann 6, Preiss 5, Hens 4, Baur 3, Klimovets 2, Jansen 2, Zeitz 2, Klein 2 | (17–12) Rapport | Stefansson 8, Sigurdsson 6, Svavarsson 4, Petersson 4, Gudjonsson 2, Geirsson, Holmgeirsson, Jonsson | Publik: 1 380 Domare: Abrahamsen, Kristiansen (NOR) | Publik: 1 380 Domare: Abrahamsen, Kristiansen (NOR) |
| 16:20 | 16:20           |                                                                                           |                 | | Publik: 1 380 Domare: Abrahamsen, Kristiansen (NOR) | Publik: 1 380 Domare: Abrahamsen, Kristiansen (NOR) |
| 16:20 | 16:20           |                                                                                           |                 | | Publik: 1 380 Domare: Abrahamsen, Kristiansen (NOR) | Publik: 1 380 Domare: Abrahamsen, Kristiansen (NOR) |

|       | 22 januari 2008 | Spanien                                                                                   | 27 – 28         | Frankrike                                                                    | Trondheim Spektrum, Trondheim                |                                              |
| 18:30 | 18:30           | A.Entrerrios 5, Rocas 5, Romero 5, Rodriguez 4, R.Entrerrios 3, Garabaya 3, Belaustegui 2 | (15–15) Rapport | Narcisse 7, B.Gille 5, Karabatic 4, Girault 4, Fernandez 4, Abalo 3, G.Gille | Publik: 1 890 Domare: Olesen, Pedersen (DEN) | Publik: 1 890 Domare: Olesen, Pedersen (DEN) |
| 18:30 | 18:30           |                                                                                           |                 |                                                                              | Publik: 1 890 Domare: Olesen, Pedersen (DEN) | Publik: 1 890 Domare: Olesen, Pedersen (DEN) |
| 18:30 | 18:30           |                                                                                           |                 |                                                                              | Publik: 1 890 Domare: Olesen, Pedersen (DEN) | Publik: 1 890 Domare: Olesen, Pedersen (DEN) |

|       | 22 januari 2008 | Ungern                                                                                    | 27 – 27         | Sverige                                                                             | Trondheim Spektrum, Trondheim                     |                                                   |
| 20:30 | 20:30           | G.Ivancsik 8, Ilyes 5, Laluska 3, L.Nagy 3, T.Ivancsik 2, Csaszar 2, Mocsai 2, Gal, Zubai | (16–14) Rapport | Ahlm 8, Andersson 5, Lennartsson 4, Doder 4, Boquist 3, Peterson, Carlén, Lundström | Publik: 1 103 Domare: Višekruna, Stanojević (SRB) | Publik: 1 103 Domare: Višekruna, Stanojević (SRB) |
| 20:30 | 20:30           |                                                                                           |                 |                                                                                     | Publik: 1 103 Domare: Višekruna, Stanojević (SRB) | Publik: 1 103 Domare: Višekruna, Stanojević (SRB) |
| 20:30 | 20:30           |                                                                                           |                 |                                                                                     | Publik: 1 103 Domare: Višekruna, Stanojević (SRB) | Publik: 1 103 Domare: Višekruna, Stanojević (SRB) |

|       | 23 januari 2008 | Spanien                                                                                           | 26 – 27         | Sverige                                                                            | Trondheim Spektrum, Trondheim               |                                             |
| 16:15 | 16:15           | J.Garcia 8, Romero 4, Garabaya 4, R.Entrerrios 3, Aguinagalde 3, A.Entrerrios 2, Rocas, Rodriguez | (14–13) Rapport | Källman 8, Boquist 5, Doder 4, Andersson 3, Lennartsson 3, Ahlm 2, Larholm, Carlén | Publik: 2 730 Domare: Baum, Góralczyk (POL) | Publik: 2 730 Domare: Baum, Góralczyk (POL) |
| 16:15 | 16:15           |                                                                                                   |                 |                                                                                    | Publik: 2 730 Domare: Baum, Góralczyk (POL) | Publik: 2 730 Domare: Baum, Góralczyk (POL) |
| 16:15 | 16:15           |                                                                                                   |                 |                                                                                    | Publik: 2 730 Domare: Baum, Góralczyk (POL) | Publik: 2 730 Domare: Baum, Góralczyk (POL) |

|       | 23 januari 2008 | Tyskland                                                                    | 23 – 26         | Frankrike                                                               | Trondheim Spektrum, Trondheim                   |                                                 |
| 18:15 | 18:15           | Kraus 6, Jansen 5, Kehrmann 4, Hens 2, Glandorf 2, Zeitz 2, Klimovets, Baur | (10–11) Rapport | Karabatic 8, Fernandez 7, Narcisse 6, Abalo 2, Dinart, Girault, B.Gille | Publik: 2 945 Domare: Poladenko, Chernega (RUS) | Publik: 2 945 Domare: Poladenko, Chernega (RUS) |
| 18:15 | 18:15           |                                                                             |                 |                                                                         | Publik: 2 945 Domare: Poladenko, Chernega (RUS) | Publik: 2 945 Domare: Poladenko, Chernega (RUS) |
| 18:15 | 18:15           |                                                                             |                 |                                                                         | Publik: 2 945 Domare: Poladenko, Chernega (RUS) | Publik: 2 945 Domare: Poladenko, Chernega (RUS) |

|       | 23 januari 2008 | Ungern | 28 – 36         | Island | Trondheim Spektrum, Trondheim                   |                                                 |
| 20:15 | 20:15           | Mocsai 6, L.Nagy 5, Laluska 4, G.Ivancsik 3, T.Ivancsik 2, Ilyes 2, Csaszar 2, Eklemovics, Zubai, Törö, Gal | (16–16) Rapport | Gudjonsson 11, Sigurdsson 6, Gunnarsson 5, Stefansson 5, Petersson 4, Geirsson 2, Jonsson 2, Hallgrimsson | Publik: 1 012 Domare: Reisinger, Kaschütz (AUT) | Publik: 1 012 Domare: Reisinger, Kaschütz (AUT) |
| 20:15 | 20:15           | |                 | | Publik: 1 012 Domare: Reisinger, Kaschütz (AUT) | Publik: 1 012 Domare: Reisinger, Kaschütz (AUT) |
| 20:15 | 20:15           | |                 | | Publik: 1 012 Domare: Reisinger, Kaschütz (AUT) | Publik: 1 012 Domare: Reisinger, Kaschütz (AUT) |

|       | 24 januari 2008 | Spanien | 33 – 26         | Island | Trondheim Spektrum, Trondheim                |                                              |
| 15:20 | 15:20           | J.Garcia 9, Aguinagalde 4, Ruesga 4, R.Entrerrios 3, Belaustegui 3, R.Garcia 3, Rodriguez 2, A.Entrerrios 2, Garabaya 2, Rocas | (18–15) Rapport | Sigurdsson 7, Gudjonsson 7, Geirsson 3, Gunnarsson 2, Holmgeirsson 2, Stefansson 2, Svavarsson 2, Petersson | Publik: 2 280 Domare: Olesen, Pedersen (DEN) | Publik: 2 280 Domare: Olesen, Pedersen (DEN) |
| 15:20 | 15:20           | |                 | | Publik: 2 280 Domare: Olesen, Pedersen (DEN) | Publik: 2 280 Domare: Olesen, Pedersen (DEN) |
| 15:20 | 15:20           | |                 | | Publik: 2 280 Domare: Olesen, Pedersen (DEN) | Publik: 2 280 Domare: Olesen, Pedersen (DEN) |

|       | 24 januari 2008 | Ungern                                                                                              | 31 – 28         | Frankrike                                                                                     | Trondheim Spektrum, Trondheim                       |                                                     |
| 17:20 | 17:20           | Ilyes 9, Törö 4, Eklemovics 4, Zubai 4, G.Ivancsik 3, T.Ivancsik 3, Mocsai, K.Nagy, L.Nagy, Herbert | (15–11) Rapport | Guilbert 6, Paty 5, Ostertag 4, Abalo 3, Kempe 3, Narcisse 3, Karabatic 2, Fernandez, Girault | Publik: 2 360 Domare: Abrahamsen, Kristiansen (NOR) | Publik: 2 360 Domare: Abrahamsen, Kristiansen (NOR) |
| 17:20 | 17:20           | |                 |                                                                                               | Publik: 2 360 Domare: Abrahamsen, Kristiansen (NOR) | Publik: 2 360 Domare: Abrahamsen, Kristiansen (NOR) |
| 17:20 | 17:20           | |                 |                                                                                               | Publik: 2 360 Domare: Abrahamsen, Kristiansen (NOR) | Publik: 2 360 Domare: Abrahamsen, Kristiansen (NOR) |

|       | 24 januari 2008 | Tyskland                                                             | 31 – 29         | Sverige                                                                                                | Trondheim Spektrum, Trondheim                     |                                                   |
| 19:20 | 19:20           | Hens 7, Glandorf 7, Baur 5, Kehrmann 5, Klimovets 4, Zeitz 2, Preiss | (16–18) Rapport | Andersson 9, Boquist 6, Lennartsson 4, Doder 3, Lundström 2, Ahlm, Arrhenius, Larholm, Carlén, Källman | Publik: 2 915 Domare: Višekruna, Stanojević (SRB) | Publik: 2 915 Domare: Višekruna, Stanojević (SRB) |
| 19:20 | 19:20           |                                                                      |                 | | Publik: 2 915 Domare: Višekruna, Stanojević (SRB) | Publik: 2 915 Domare: Višekruna, Stanojević (SRB) |
| 19:20 | 19:20           |                                                                      |                 | | Publik: 2 915 Domare: Višekruna, Stanojević (SRB) | Publik: 2 915 Domare: Višekruna, Stanojević (SRB) |

## Slutspel
|  | Semifinaler                   | Semifinaler                   |    |                               | Final                         | Final |  |
|  |                               |                               |    |                               |                               |       |  |
|  | 26 januari 2008 (Lillehammer) |                               |    |                               |                               |       |  |
|  | Kroatien                      | 24                            |    |                               |                               |       |  |
|  | Frankrike                     | 23                            |    |                               |                               |       |  |
|  |                               |                               |    |                               |                               |       |  |
|  |                               |                               |    |                               | 27 januari 2008 (Lillehammer) |       |  |
|  |                               |                               |    |                               | Danmark                       | 24    |  |
|  |                               | Kroatien                      | 20 |                               |                               |       |  |
|  |                               |                               |    |                               |                               |       |  |
|  |                               |                               |    |                               |                               |       |  |
|  |                               |                               |    |                               | Bronsmatch                    |       |  |
|  | 26 januari 2008 (Lillehammer) | 26 januari 2008 (Lillehammer) |    | 27 januari 2008 (Lillehammer) | 27 januari 2008 (Lillehammer) |       |  |
|  | Danmark                       | 26                            |    | Tyskland                      | 26                            |       |  |
|  | Tyskland                      | 25                            |    |                               | Frankrike                     | 36    |  |

### Match om 5:e plats
|       | 26 januari 2008 | Norge                                                        | 34 – 36 (e.fl.) | Sverige                                                                                  | Håkons Hall, Lillehammer                   |                                            |
| 17:00 | 17:00           | Strand 10, Myrhol 7, Jørgensen 6, Lund 5, Tvedten 4, Hagen 2 | (13–15) Rapport | Källman 7, Boquist 7, Ahlm 5, Andersson 5, Larholm 5, Carlén 3, Lennartsson 3, Petersson | Publik: 5 840 Domare: Lemme, Ullrich (GER) | Publik: 5 840 Domare: Lemme, Ullrich (GER) |
| 17:00 | 17:00           | FT : 26–26 EFL: 30–30, 34–36                                 |                 |                                                                                          | Publik: 5 840 Domare: Lemme, Ullrich (GER) | Publik: 5 840 Domare: Lemme, Ullrich (GER) |
| 17:00 | 17:00           |                                                              |                 |                                                                                          | Publik: 5 840 Domare: Lemme, Ullrich (GER) | Publik: 5 840 Domare: Lemme, Ullrich (GER) |

### Semifinaler
|       | 26 januari 2008 | Kroatien                                                                   | 24 – 23        | Frankrike                                                        | Håkons Hall, Lillehammer                    |                                             |
| 15:30 | 15:30           | Metličić 6, Balić 5, Čupić 4, Valčić 3, Lacković 2, Vori 2, Duvnjak, Kaleb | (11–9) Rapport | Narcisse 7, Abalo 7, Karabatić 5, G. Gille 2, Girault, Fernandez | Publik: 6 012 Domare: Baum, Góralczyk (POL) | Publik: 6 012 Domare: Baum, Góralczyk (POL) |
| 15:30 | 15:30           |                                                                            |                |                                                                  | Publik: 6 012 Domare: Baum, Góralczyk (POL) | Publik: 6 012 Domare: Baum, Góralczyk (POL) |
| 15:30 | 15:30           |                                                                            |                |                                                                  | Publik: 6 012 Domare: Baum, Góralczyk (POL) | Publik: 6 012 Domare: Baum, Góralczyk (POL) |

|       | 26 januari 2008 | Danmark | 26 – 25         | Tyskland                                                                            | Håkons Hall, Lillehammer                        |                                                 |
| 18:00 | 18:00           | Christiansen 6, Knudsen 4, Boesen 3, Boldsen 3, Nielsen 3, Jensen 2, Spellerberg 2, Nøddesbo, Søndergaard, Jørgensen. | (10–13) Rapport | Kehrmann 6, Baur 4, Glandorf 4, Kraus 3, Hens 3, Jansen 2, Preiss, Zeitz, Klimovets | Publik: 6 012 Domare: Poladenko, Chernega (RUS) | Publik: 6 012 Domare: Poladenko, Chernega (RUS) |
| 18:00 | 18:00           | |                 |                                                                                     | Publik: 6 012 Domare: Poladenko, Chernega (RUS) | Publik: 6 012 Domare: Poladenko, Chernega (RUS) |
| 18:00 | 18:00           | |                 |                                                                                     | Publik: 6 012 Domare: Poladenko, Chernega (RUS) | Publik: 6 012 Domare: Poladenko, Chernega (RUS) |

### Bronsmatch
|       | 27 januari 2008 | Tyskland                                                                               | 26 – 36        | Frankrike                                                                                             | Håkons Hall, Lillehammer                     |                                              |
| 13:30 | 13:30           | Jansen 7, Hens 6, Kraus 3, Schröder 3, Klimovets 2, Glandorf 2, Klein, Herrmann, Zeitz | (9–18) Rapport | Girault 8, Narcisse 7, Abalo 6, Karabatić 6, Kempé 2, Ostertag 2, Paty 2, G. Gille, Fernandez, Krantz | Publik: 7 940 Domare: Vakula, Liudovyk (UKR) | Publik: 7 940 Domare: Vakula, Liudovyk (UKR) |
| 13:30 | 13:30           |                                                                                        |                | | Publik: 7 940 Domare: Vakula, Liudovyk (UKR) | Publik: 7 940 Domare: Vakula, Liudovyk (UKR) |
| 13:30 | 13:30           |                                                                                        |                | | Publik: 7 940 Domare: Vakula, Liudovyk (UKR) | Publik: 7 940 Domare: Vakula, Liudovyk (UKR) |

### Final
|       | 27 januari 2008 | Danmark                                                              | 24 – 20         | Kroatien                                                          | Håkons Hall, Lillehammer                              |                                                       |
| 16:00 | 16:00           | Boesen 7, Christiansen 7, Jensen 4, Lindberg 3, Knudsen 2, Jørgensen | (13–10) Rapport | Metličić 5, Balić 4, Čupić 4, Lacković 2, Vukić 2, Valčić 2, Vori | Publik: 9 052 Domare: Breto Leon, Huelin Trillo (ESP) | Publik: 9 052 Domare: Breto Leon, Huelin Trillo (ESP) |
| 16:00 | 16:00           |                                                                      |                 |                                                                   | Publik: 9 052 Domare: Breto Leon, Huelin Trillo (ESP) | Publik: 9 052 Domare: Breto Leon, Huelin Trillo (ESP) |
| 16:00 | 16:00           |                                                                      |                 |                                                                   | Publik: 9 052 Domare: Breto Leon, Huelin Trillo (ESP) | Publik: 9 052 Domare: Breto Leon, Huelin Trillo (ESP) |

## Slutplaceringar
| 1  | Danmark     |
| 2  | Kroatien    |
| 3  | Frankrike   |
| 4  | Tyskland    |
| 5  | Sverige     |
| 6  | Norge       |
| 7  | Polen       |
| 8  | Ungern      |
| 9  | Spanien     |
| 10 | Slovenien   |
| 11 | Island      |
| 12 | Montenegro  |
| 13 | Ryssland    |
| 14 | Tjeckien    |
| 15 | Vitryssland |
| 16 | Slovakien   |

| Plac | Spelare                 | Effektivitet | Skott | Mål |
| ---- | ----------------------- | ------------ | ----- | --- |
| 1    | Ivano Balić (CRO)       | 52%          | 84    | 44  |
| 1    | Lars Christiansen (DEN) | 76%          | 58    | 44  |
| 1    | Nikola Karabatić (FRA)  | 49%          | 89    | 44  |
| 4    | Daniel Narcisse (FRA)   | 60%          | 72    | 43  |
| 5    | Kim Andersson (SWE)     | 53%          | 78    | 41  |
| 5    | Lasse Boesen (DEN)      | 54%          | 76    | 41  |

| Europamästare i handboll 2008 · Danmark · Första EM-titeln |

| Position    | Spelare                 |
| ----------- | ----------------------- |
| Målvakt     | Kasper Hvidt (DEN)      |
| Vänsternia  | Daniel Narcisse (FRA)   |
| Mittnia     | Ivano Balić (CRO)       |
| Högernia    | Kim Andersson (SWE)     |
| Vänstersexa | Lars Christiansen (DEN) |
| Mittsexa    | Frank Løke (NOR)        |
| Högersexa   | Florian Kehrmann (GER)  |

| Pris             | Spelare                                                              | Statistik     |
| ---------------- | -------------------------------------------------------------------- | ------------- |
| MVP              | Nikola Karabatić (FRA)                                               |               |
| Skyttekung       | Lars Christiansen (DEN) · Ivano Balić (CRO) · Nikola Karabatić (FRA) | 44 mål        |
| Bästa försvarare | Igor Vori (CRO)                                                      | 10 räddningar |